# Syllis malaquini
Syllis malaquini is een borstelworm uit de familie van de Syllidae. De wetenschappelijke naam van de soort werd voor het eerst geldig gepubliceerd in 2020 door Ribeiro, Ponz-Segrelles, Helm, Egger en Aguado.